# حساية (بعدان)

تعديل مصدري - تعديل

حساية هي إحدى قرى عزلة العذارب بمديرية بعدان التابعة لمحافظة إب، بلغ تعداد سكانها 92 نسمة حسب تعداد اليمن لعام 2004.